# 馮穎琪

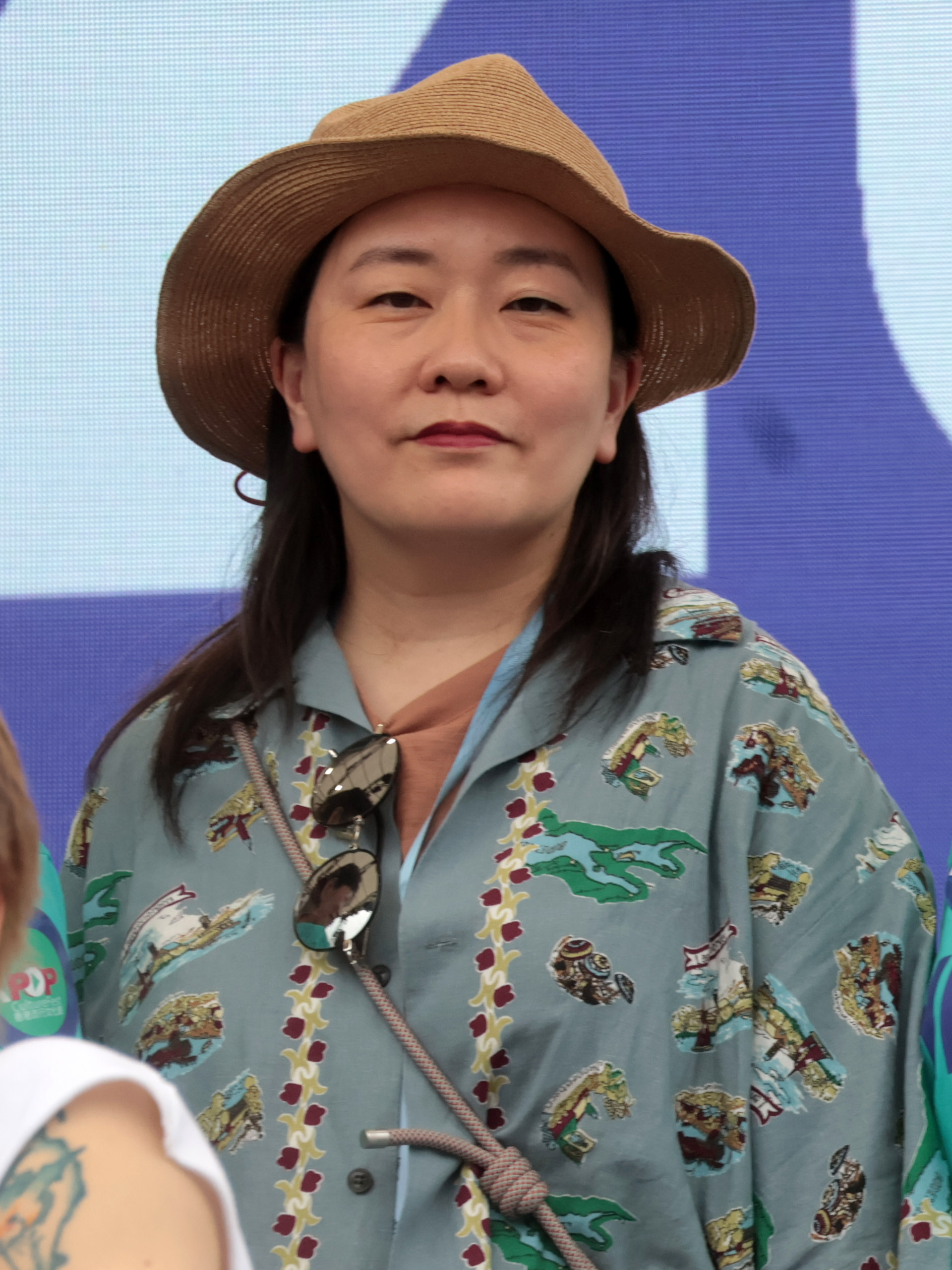
2024年4月6日，馮穎琪在維多利亞公園參與香港流行文化節2024《天空草地》音樂嘉年華演出

馮穎琪（Fung Wing Ki, Vicky），香港藝術家、策展人、音樂監製、作曲人。1996年加入音樂創作行列，第一首發表作品為鄭秀文主唱的《放不低》。至2012年，馮穎琪所出版的曲詞作品已超過百首。
馮穎琪的歌曲充滿著女性觸覺，奠定了她在行內少數女創作人當中的獨特位置，在十多年間創作了多首廣受認同的細膩和感性作品。曾合作的歌手包括容祖兒、陳慧琳、鄭秀文、麥浚龍、何韻詩、陳奕迅、黃家強、林二汶、梁詠琪、張栢芝、泳兒等。從她的獨有女性角度，馮穎琪又能為不同音樂種類的歌手寫出窩心的歌詞。醉心文字創作的她也曾為不同報章和雜誌撰寫文章。
曾與謝國維合作成立音樂份子 Frenzi Music Limited，以及曾任伯樂音樂學院導師。

## 生平
馮穎琪於香港出生，曾於嘉諾撒聖心學校及嘉諾撒聖心書院就讀。16歲前赴澳洲悉尼，於當地Ascham School完成中學學業。其後獲悉尼大學錄取，並分別於1992年和1995年完成經濟學士及法律學士學位。1997年成為澳洲新南威爾士州執業律師，同年返港在國際律師事務所高特兄弟(Coudert Brothers)的香港辦事處任職。

### 入行經過
早於澳洲讀書時，馮穎琪已嘗試創作，1996年創作的一曲《放不低》成為當年鄭秀文的大熱之作，從此展開了她的創作生涯。此後她亦陸陸續續地寫出不少曲詞作品，當中包括彭羚《只因有著你》、鄭秀文《為何又是這樣錯》、李蕙敏《從前有個人》、陳慧嫻《玩味》、張柏芝《不一樣的我》、梁詠琪《身不由己》、陳奕迅《美麗謊言》、譚詠麟《一雙翅膀》等等。
馮穎琪於2000年毅然放棄律師身份，全身投入音樂創作，並帶來不少膾炙人口的作品，例如鄭秀文《醫生與我》、陳曉東《床單》、陳慧琳《最佳位置》、何韻詩《做好準備》、容祖兒《還未》等。她在音樂創作的道路上不斷尋求突破，把不同的音樂元素融入流行曲中，2005年為麥浚龍所寫的《雌雄同體》在流行音樂界闖出了新風格﹐同年獲得各電台頒獎禮的獎項﹐更奪得由專業行內人士投票選出的香港作曲家及作詞家協會（CASH）金帆音樂獎最佳另類歌曲的殊榮。另外，《弱水三千》亦於2009年奪得叱吒903之十大歌曲之一。 
馮穎琪本身也擅長唱歌，喜歡為其他音樂人唱demo及參與幕後的錄音工作。她那溫柔飄逸的聲音及歌聲中的歐陸情懷在陳輝陽的《Demo Collection》專輯中正式得到聽眾認同。一直希望出版屬於自己專輯的馮穎琪，在2005年推出首張個人唱作專輯《Never Home...想回家》，並在2007年推出第二張專輯《The Journey of Present: 擁抱現在》，奠定了她的唱作人位置。
2010年，馮穎琪成為香港代表之一，參與2010年上海世界博覽會以「創作新世代」為題材之香港週節目演出。2012年11月，她前赴台北，參與「香港週2012：文化創意@台北」之「唱作世代Gen-S音樂會」的演出。

### 推動音樂文化
為積極推動香港的創作文化，馮穎琪在2002年創立了一個集合本地音樂人的交流組織Green Coffee（綠咖啡），憑著推動創作的宗旨，製作專輯、舉辦音樂會及工作坊等，也為新晉音樂人出版作品及安排演出。從2002年開始﹐馮穎琪已策劃並製作過多張創作人專輯﹐擁有對於音樂製作、出版及推廣的經驗。2006年的兩張Demo專輯《自作自樂 Demo Project》及《自作自樂 Demo Project II》均由Green Coffee策劃進行，出版後亦得到不少迴響。2009年，Green Coffee再次製作另一張Demo專輯《Demo Sampler》，並由東亞唱片出版發行。
馮穎琪亦活躍於培育音樂人，曾為各大學或學院舉辦的歌唱和創作比賽中擔任評判，並在音樂學院中兼任作曲及作詞導師。延續推動本地音樂文化的心願，馮穎琪於2007年與一眾活躍於香港音樂創作界的好友成立Backstage Live Restaurant，提供一個優質的音樂場地，成為各種音樂類型和音樂愛好者的集中地，積極推廣現場音樂文化，Backstage已成為香港有名的現場表演場地。
2010年，馮穎琪與另一音樂人謝國維組成音樂份子有限公司（Frenzi Music Limited），建立了屬於自己的錄音室。同時，亦發掘並延攬了不少優秀的創作人，以期創作出更多精彩的音樂作品。
2015年，與林一峰創立“音樂蜂”眾籌平台（musicbee.cc）。
2024年，於香港浸會大學畢業，獲得碩士學位。

## 音樂作品

### 1996年
|                                               |                               |
| - 鄭秀文 - 放不低（曲） - 鄭秀文 - 心事（曲） | - 鄭秀文 - 曾是你的寶貝（曲） |

### 1997年
| | |
| - 李蕙敏 - 疤痕（曲） - 李蕙敏 - 愛剎那（曲） - 紀炎炎 - 夫妻的朋友（曲） - 彭 羚 - 只因有著你（曲） - 湯寶如 - 你我開始很美（曲） | - 黃浩詩 - 不懂不愛你（曲／詞） - 黃浩詩 - 我曾和你心醉（曲／詞） - 黃浩詩 - 如在這刻需要我（曲／詞） - 鄭秀文 - 為何又是這樣錯（曲） |

### 1998年
|                                                   |                                              |
| - 李蕙敏 - 代價（曲） - 李蕙敏 - 從前有個人（曲） | - 陳慧嫻 - 玩味（曲） - 彭 羚 - 我不知（曲） |

### 1999年
| |                                                                             |
| - 丁菲飛 - 我們的戀愛（詞） - 馬浚偉 - 忘不掉（男人的苦惱）（曲） - 張栢芝 - 不用多說（詞） - 張栢芝 - 遇見日期（詞） | - 許茹芸 - 投資感情（曲） - 陳慧嫻 - 靈犀（曲） - 陳慧嫻 - 謝謝你的愛（曲） |

### 2000年
| | |
| - 林依輪 - 休息一天（詞） - 張栢芝 - 棉胎（曲／詞） - 張栢芝 - 不一樣的我（詞） - 張栢芝 - 好心（曲） - 梁詠琪 - 身不由己（曲） - 梁詠琪 - Cover Girl（曲） | - 梁詠琪 - 我的方式（曲） - 陳奕迅 - 美麗謊言（詞） - 蔣嘉瑩 - 約會之後（曲） - 鄭伊健 - 旁觀者迷（詞） - 謝霆鋒 - 別說狠（詞） - 譚詠麟 - 過活（詞） |

### 2001年
| | |
| - 丁菲飛 - 不顧後果（詞） - 何嘉莉 - 非愛勿動（曲／詞） - 容祖兒 - 麻煩你（曲／詞） - 梁詠琪 - 你太好（詞） - 陳曉東 - 床單（詞） | - 彭海桐 - 狂想曲（詞） - 鄭秀文 - 醫生與我（曲／詞） - 鄭秀文 - 後遺症（曲） - 譚詠麟 - 一雙翅膀（曲／詞） |

### 2002年
|                                                    |                           |
| - 朱 茵 - 你我之間（詞） - 陳慧琳 - 最佳位置（曲） | - 黎瑞恩 - 今夜來世（詞） |

### 2003年
|                                                                |                         |
| - 黃家強 Feat. 馮穎琪 - 好男人（詞） - 趙頌茹 - 成人玩意（詞） | - 譚詠麟 - 無需要（詞） |

### 2004年
|                                                         |                         |
| - 何韻詩 - Happy Ending（曲） - 梁漢文 - 願賭服輸（詞） | - 董敏莉 - 網相症（曲） |

### 2005年
| | |
| - 古巨基 - 輪流轉（曲） - 何韻詩 - 做好準備（曲） - 容祖兒 - 還未（曲） - 恭碩良 - 最後通牒（詞） - 張衛健 - 兒戲（詞） - 梁嘉迎 - 放手（曲） | - 麥浚龍 - 雌雄同體（曲） - 彭心宜 - 心儀已久（曲） - 馮穎琪 - 游牧人（曲／詞） - 群 星 - 抱抱一個人（曲／詞） - 鄭希怡 - 遊魂（詞） |

### 2006年
| | |
| - 何韻詩 - Her Story（曲） - 陳苑淇 - 家傳秘方（曲／詞） - 陳慧琳 - 一刀兩斷（曲） - 麥浚龍 - Poor U（曲） - 馮穎琪 - 愛自由（曲／詞） | - 馮穎琪 Feat. 農 夫 - 兄弟姊妹站起來（曲／詞） - 蔡汶家 - 讓我飛（曲／詞） - 謝安琪 - 在心中（曲／詞） - 關心妍 - 尋找伊甸（曲／詞） |

### 2007年
|                                |  |
| - 馮穎琪 - Simply Be（曲／詞） |  |

### 2008年
|                                                                                 |                                           |
| - 容祖兒 - 夢非夢（曲） - 容祖兒 - 愛怪物的你（曲） - 麥浚龍 - 吃鯨魚的人（曲） | - 麥浚龍 - 借火（曲） - 麥浚龍 - 歪（曲） |

### 2009年
|                           |                           |
| - 麥浚龍 - 顛倒夢想（曲） | - 麥浚龍 - 弱水三千（曲） |

### 2010年
|                                          |  |
| - 連詩雅 - I Don't Wanna Be Lonely（詞） |  |

### 2011年
|                                   |                       |
| - Gin Lee - Tequila Sunrise（詞） | - 麥浚龍 - 彳亍（曲） |

### 2012年
| |                                                                                     |
| - Gin Lee - 今天終於一人回家（曲） - Gin Lee - 換季生活（詞） - Gin Lee - 默哀（曲） - Gin Lee - 我不是你的觀賞魚（曲） | - 林二汶 - Wanna Be（曲／詞） - 胡鴻鈞 - 雙飛（詞） - 黎曉陽 - 愛與夢飛行（曲／詞） |

### 2013年
|                       |                                         |
| - 容祖兒 - 深閨（曲） | - 劉嘉玲 - 終點的起點（曲／詞／編／監） |

### 2014年
|                                                |                     |
| - 周 覓 - 一人的寂寞（詞） - 麥浚龍 - 畸（曲） | - 麥浚龍 - 門（曲） |

### 2015年
|                                                         |                       |
| - 周筆暢 - 愚公移山（曲） - 袁梓烈 - 耳王十四一心（曲） | - 容祖兒 - 飄紅（曲） |

### 2016年
|                                                                                       |                                                                     |
| - 吳業坤 - 無價（詞） - 林二汶、岑寧兒 - 銀髮白（曲） - 麥浚龍 - 劊子手最後一夜（曲） | - 麥浚龍 - 呻吟（曲） - 麥浚龍 - 清靜（曲） - 鄧小巧 - 煩可寧（曲） |

### 2017年
|                                                                                                   | |
| - 岑寧兒 - 剎那的烏托邦（曲） - 許廷鏗 - 人曲（曲／詞；與周耀輝合填） - 陳奕迅 - 誰來剪月光（曲） | - 馮穎琪 Feat. Pollie@小塵埃 - 水晶靈魂（曲／詞／監） - 馮穎琪 Feat. 麥浚龍 - 何地有方（曲） - 鄧小巧 - 兩溝（曲） |

### 2018年
|                                                                                       |                                                                         |
| - Robynn & Kendy - 荷光（曲／詞） - 李昭賢 - 還未抱過的人（詞） - 鄧小巧 - 和好（詞） | - 鄧小巧 - 芭樂（曲） - 鄭欣宜 - 黑彩虹（曲） - 謝安琪 - 歌聲如初（詞） |

### 2019年
| | |
| - 林二汶 - 初音（曲） - 泳 兒 - 花心（曲） - 陳健安 - 在錯誤的宇宙尋找愛（曲） - 鄧小巧 - 精神餵飼（曲／詞） | - 鄧小巧 - 迂腐（曲／詞） - 鄧小巧 - 無神論（曲／詞） - 謝安琪 - 偷情的禮儀（曲） - 謝安琪 - 我在陽台上看你（曲） |

### 2020年
|                                                                                              |                                                                                           |
| - SENZA A Cappella - 我一伸手抱住我（曲） - 泳 兒 - 溝渠暢泳（曲／監） - 許廷鏗 - 苦果（曲） | - 陳健安 - 愛裡沒有詛咒（曲） - 馮穎琪 - 清酒之約（曲／詞） - 馮穎琪 - 靈魂有洞（曲／監） |

### 2021年
- 泳　兒 - 荊棘海（曲／監）
- 泳　兒 - 荊棘海（三生石版）（曲／監）

|                          |  |
| - 泳 兒 - 沉溺（曲／監） |  |

### 2022年
|                                                                                        | |
| - 泳 兒 - 葉落冰川（曲／監） - 泳 兒 - 早上37.2度（曲／監） - 泳 兒 - 18部半（曲／監） | - 泳 兒 - Little Fires Everywhere（曲／監） - 黃 妍 - 7月24日大道（曲） - 衛 蘭 - 我的視角（曲／詞／監） |

### 2023年
| | |
| - 田鴻杰 - 天亮的時候，看到你背上的蛇（曲／監） - 林欣彤 - 你是我的家（曲／監） - 泳 兒 - 同歸於盡（曲／監） - 泳 兒 - 一了百了（曲／監） - 泳 兒 - 無能 為力（曲／監） | - 泳 兒、周國賢 - 同歸於盡 之 三生三世版（曲／監） - 黃 妍 - 哀傷的作者（曲／監） - 雲浩影 - 無以名狀的痛（曲／監） - 謝安琪 - 講不出的原因（詞） - 藍奕邦 Feat. 顧定軒 - 我點捨得走（曲） |

### 2024年
|                                                                           |                                                                                               |
| - 鄧小巧 - 白髮齊眉（曲） - 馬天佑 - 受傷（曲／監） - 馬天佑 - 斷崖（曲） | - 馬天佑 - 沒有人需要知道你的需要（曲） - 徐嘉蔚 - 虛偽光彩（曲） - 陳健安 - 我很不愛你（曲） |

### 2025年
|                                                                                                   | |
| - Gin Lee - 無愧於當初的我（曲） - Gin Lee - 隨時隨地（曲／詞） - mue Feat. SOPHY - anxious（詞） | - 馬天佑 - 我們什麼都不是（曲／詞） - 馬天佑、魏如萱 - 我們什麼都不是... but we are everything（曲／詞） |

### 個人專輯
- Never Home...想回家（2005年4月19日）

1. Waiting
2. 香味運程 Scent
3. In the Dark
4. 飛行棋 Flying Chess
5. Still in the Dark
6. 按摩 Massage
7. 想回家 My Place or Yours
8. Rendezvous 幽會
9. 難自己 Can't Control Yourself（後遺症 原曲）
10. Am I Still in the Dark?
11. 慶幸 Grateful
12. 開玩笑（最佳位置Demo Version）
13. 幽會（Rendezvous Cantonese Version）*只收錄在第二版

- The Journey of Present：擁抱現在（2007年8月8日）

1. 生日禮物
2. 我愛過很多人
3. 如果真的要結婚
4. Da Da
5. 優哉悠哉
6. 別在意
7. Forever Love
8. 稀客
9. 告訴我
10. 擁抱現在

- 繼續彳亍（2017年9月22日）

1. 彳亍
2. 弱水三千
3. 水晶靈魂 (feat. Pollie@小塵埃)
4. 後台下 (Evolution Version)
5. Poor U (feat. 鄧小巧、王嘉儀)
6. 吃鯨魚的人
7. 終點的起點
8. 今天終於一人回家

### 其他專輯
2002年
- 自作自受：放不低

2003年
- Green Coffee：醫生與你（與林一峰合作）
- Green Coffee：高雅而憂傷的圓舞曲（與陳輝陽、林夕合作）

2004年
- 陳輝陽鋼琴作品集：編製、鋼琴
- 陳輝陽demo collection volume 1//favorites：演唱、填詞

2006年
- 自作自樂 Demo Project：數你不是（麥浚龍《雌雄同體》demo）

2007年
- 陳輝陽十二金釵眾生花：流芳怨

2009年
- Demo Sampler：學你（容祖兒《愛怪物的你》demo）

## 文字作品

### 專欄寫作
- Amy Magazine（2004年12月至2006年5月）
- 太陽報（2006年4月至6月）
- 東方日報（2006年5月）
- 信報 週六、日版 《樂在琪中》（2013年1月至今）

### 出版書籍
- 《on the road* 在途上》（2005年）

## 出席活動

### 參與活動
2003年
- 「理想‧您想點 - 綠咖啡音樂派對」

2004年
- CASH「好音樂時代創作人廣場」連場音樂會
- RTHK Teen Stage歌唱比賽
- Green Coffee兩週年演唱會

2005年
- 饑饉三十 2005
- now.com「抱抱音樂會」
- Johnnie Walker 黑牌威士忌 CEO East Asia Tour 2005
- Green Coffee 3rd Anniversary Music Jam

2006年
- 「自作自樂」發佈音樂會

2007年
- 香港藝術節 2007 音樂單元「十二金釵眾生花」
- Chanel「The Essence of White」展覽
- 10小時慈善豎琴馬拉松演奏會

2010年
- 上海世界博覽會香港週節目：「唱作世代 Gen-S@HK21C」演唱會 - 香港預演
- 上海世界博覽會香港週節目：「唱作世代 Gen-S@HK21C」演唱會
- John Lennon 30th Anniversary Tribute Concert

2011年
- 庭恩兒童中心第二屆《助言喜行...一步，幫一生》步行籌款活動

2012年
- 擔任音樂劇《打死不離三兄弟》音樂總監 （該劇將於2013年3月假 北角新光戲院大劇場上演）
- 《一紙十樣》插畫及裝置巡迴展 (新作+精選)
- 香港週 2012 - 文化創意 @ 台北：「唱作世代 Gen-S」音樂會（於台北「傳 音樂展演空間 Legacy Taipei」舉行）

2020年
- 擔任J2節目我們的音樂時代嘉賓（演繹：最佳位置，麻煩你，芭樂）

### 個人音樂會
2004年
- 《Never Home…想回家》專輯音樂會

2005年
- 加洲紅《Never Home…想回家》Launch Live Gig & Party
- 藝穗會《Welcome Home with Vicky & friends Live Gig》
- 《Never Home…想回家》專輯簽唱會
- 馮穎琪想回家與阿貓幽會音樂會

2007年
- 馮穎琪《擁抱‧現在式》音樂會

2008年
- 《Vicky馮穎琪@Backstage - 她唱別人的歌》音樂會

2010年
- 《A Backstager Odyssey - Featuring Backstager: Vicky Fung 馮穎琪》音樂會

2011年
- 《馮穎琪的第二天》音樂會

2013年
- 《馮穎琪 Vicky Fung's "Eat Play Love"》 live @ Backstage

## 獎項
1996年
- 勁歌金曲第三季季選得獎歌曲：《放不低》鄭秀文
- 香港電台十大中文金曲頒獎禮 十大中文金曲：《放不低》鄭秀文

1997年
- 勁歌金曲第三季季選得獎歌曲：《只因有著你》彭羚

2000年
- 新城勁爆頒獎禮 勁爆歌曲：《不一樣的我》張栢芝

2005年
- 新城勁爆頒獎禮 勁爆歌曲大獎：《雌雄同體》麥浚龍
- RoadShow至尊音樂頒獎禮 至尊歌曲：《雌雄同體》麥浚龍
- 叱吒樂壇流行榜頒獎典禮 專業推介 叱吒十大 第九位：《雌雄同體》麥浚龍
- CASH金帆音樂獎頒獎典禮 最佳另類作品：《雌雄同體》麥浚龍

2006年
- 新城勁爆頒獎禮 新城勁爆卡拉OK歌曲：《一刀兩斷》陳慧琳
- 勁歌金曲第三回選得獎歌曲：《一刀兩斷》陳慧琳

2008年
- 新城國語力頒獎禮 新城國語力歌曲：《夢非夢》容祖兒
- TVB8金曲榜頒獎典禮 TVB8金曲榜金曲獎：《夢非夢》容祖兒
- 勁歌金曲第一回選得獎歌曲：《借火》麥浚龍

2009年
- 新城勁爆頒獎禮 勁爆歌曲：《弱水三千》麥浚龍
- 叱吒樂壇流行榜頒獎典禮 專業推介 叱吒十大 第九位：《弱水三千》麥浚龍

2010年
- 新城勁爆頒獎禮 新城勁爆原創歌曲：《彳亍》麥浚龍

2012年
- 勁歌金曲秀選第二回得獎歌曲：《雙飛》胡鴻鈞
- 勁歌金曲秀選第三回選得獎歌曲：《今天終於一人回家》Gin Lee
- CASH金帆音樂獎頒獎典禮 最佳旋律：《今天終於一人回家》Gin Lee
- CASH金帆音樂獎頒獎典禮 最佳歌曲：《Wanna Be》林二汶
- 新城勁爆頒獎禮 新城勁爆新媒體歌曲：《今天終於一人回家》Gin Lee

2017年
- CASH金帆音樂獎 最佳歌曲：《銀髮白》林二汶、岑寧兒
- 香港電台十大中文金曲頒獎禮 優秀流行國語歌曲獎金獎：《誰來剪月光》陳奕迅
- 香港電台十大中文金曲頒獎禮 全球華人至尊金曲獎：《誰來剪月光》陳奕迅
- 加拿大至HiT中文歌曲排行榜 全國推崇十大歌曲（國語）：《誰來剪月光》陳奕迅

2020年
- 勁歌金曲秀選第二回得獎歌曲：《溝渠暢泳》泳兒
- 勁歌金曲頒獎典禮 勁歌金曲獎：《溝渠暢泳》泳兒
- 新城勁爆頒獎禮 勁爆演繹大獎：《溝渠暢泳》泳兒
- 香港電台十大中文金曲頒獎禮 十大中文金曲：《溝渠暢泳》泳兒

2021年
- Chill Club 推介榜年度推介20/21 Chill Club年度十大歌曲：《溝渠暢泳》泳兒
- 新城勁爆頒獎禮 勁爆歌曲：《荊棘海》泳兒
- 叱咤樂壇流行榜頒獎典禮 專業推介 叱吒十大 第十位：《荊棘海》泳兒

2022年
- 香港金曲頒獎典禮 2021/2022 香港金曲金曲奬：《荊棘海》泳兒

## 外部連結
- 馮穎琪的Instagram帳戶
- 馮穎琪官方部落格 （页面存档备份，存于）
- 馮穎琪Facebook專頁 （页面存档备份，存于）
- 馮穎琪的新浪微博
- 馮穎琪Twitter （页面存档备份，存于）
- 馮穎琪AliveNotDead專頁 （页面存档备份，存于）
- Green Coffee綠咖啡官方網頁
- Backstage Live Restaurant官方網頁 （页面存档备份，存于）
- Backstage Live Restaurant Facebook專頁 （页面存档备份，存于）
- Backstage Live Restaurant新浪微博 （页面存档备份，存于）
- Frenzi Music音樂份子官方網頁 （页面存档备份，存于）
- Frenzi Music音樂份子Facebook專頁 （页面存档备份，存于）
- Frenzi Music音樂份子新浪微博